# Malville
Malville (bretonsko Kerwall) je naselje in občina v francoskem departmaju Loire-Atlantique regije Loire. Leta 2012 je naselje imelo 3.252 prebivalcev.

## Geografija
Kraj leži v pokrajini Bretaniji 35 km vzhodno od Saint-Nazaira, 30 km severozahodno od Nantesa.

## Uprava
Občina Malville skupaj s sosednjimi občinami Blain, Bouée, Bouvron, Campbon, La Chapelle-Launay, Cordemais, Le Gâvre, Lavau-sur-Loire, Prinquiau, Quilly, Saint-Étienne-de-Montluc, Savenay in Le Temple-de-Bretagne sestavlja kanton Blain; slednji se nahaja v okrožju Saint-Nazaire.

## Zanimivosti
- cerkev sv. Katarine iz leta 1893,
- ruševine gradu château du Goust iz 15. in 16. stoletja, francoski zgodovinski spomenik od leta 2008.